# Aldeia de Juso
A Aldeia de Juso («de baixo», jusante, grafada incorretamente como Aldeia de Juzo) é uma pequena localidade situada no norte da freguesia de Cascais e Estoril, no distrito e área metropolitana de Lisboa, Portugal.
Limita a norte com a Charneca, a nascente com Murches, a sul com Birre e a oeste com a Areia.
Em 1527, possuia juntamente com a Charneca 8 vizinhos. Em 1758 possuia 4, e em 1960, 65. 